# 盧森堡的伊莉莎白 (1901-1950)
盧森堡的伊莉莎白（法語：Élisabeth de Luxembourg，1901年3月7日—1950年8月2日），盧森堡大公威廉四世的第五女。

## 家庭
1922年，伊莉莎白與圖恩和塔克西斯的路德維希·菲利普王子結婚，兩人共有1子1女：
1. 安歇爾（Anselm，1924年—1944年），於二戰中喪生
2. 伊妮加（英语：Princess Iniga of Thurn and Taxis）（1925年—2008年）